# 大洋河 (黄海)
大洋河，位于中华人民共和国辽宁省辽东半岛东北部的一条河流，是辽东半岛上最大的一条独流入海河流。源头也称偏岭河，发源于岫岩满族自治县偏岭镇丰富村以北千山山脉一个树岭，蜿蜒向东南流，经什偏岭镇、岫岩县县城、岭沟乡、哨子河乡等地，在哨子河乡以东左纳哨子河后成为凤城市与岫岩县、东港市之间的界河，东流至凤城市沙里寨镇夹信子左纳亮子河后转南流，经东港市龙王庙镇、小甸子镇、黄土坎镇等地后注入黄海。河流全长179.7千米，流域面积6168.52平方千米，河道平均比降1.06‰，年均径流量31亿立方米。大洋河流域地处暴雨集中区，易发生洪水灾害。